# Phare de Svalvogar
Le phare de Svalvogar (en islandais : Svalvogarviti ) est un phare situé sur la pointe de la péninsule qui sépare les fjords Arnarfjörður et Dýrafjörður dans la région des Vestfirðir.